# Béla Bollobás
Béla Bollobás (Budapeste, 3 de agosto de 1943) é um matemático húngaro-britânico. Trabalha com teoria dos grafos, combinatória, teoria da percolação e análise funcional.

## Obras
- Extremal Graph Theory. Academic Press 1978, Dover 2004.
- Graph theory- an introductory course. Springer 1979.
- Random Graphs. Academic Press 1985. Cambridge University Press 2001.
- Combinatorics - set systems, hypergraphs, families of vectors, and combinatorial probability. Cambridge University Press 1986.
- Linear Analysis – an introductory course. Cambridge University Press 1990, 1999.
- com Alan Baker, András Hajnal (Ed.): A tribute to Paul Erdös. Cambridge University Press 1990.
- (Ed.): Probabilistic combinatorics and its applications. American Mathematical Society 1991.
- com Andrew Thomason (Ed.): Combinatorics, Geometry and Probability- a tribute to Paul Erdős. Cambridge University Press 1997.
- Modern Graph Theory. Springer 1998.
- (Ed.): Contemporary Combinatorics. Springer und Janos Bolyai Mathematical Society, Budapest 2002.
- comOliver Riordan: Percolation. Cambridge University Press 2006.
- The Art of Mathematics - Coffee Time in Memphis. Cambridge University Press 2006 (com ilustrações de sua mulher Gabrielle Bollobás)
- com Robert Kozma, Dezső Miklós: Handbook of Large-Scale Random Networks. Springer 2009.